# ダイハツ・MAX
MAX（マックス）は、ダイハツ工業が生産・販売していた5ドアボディの軽自動車である。

## L950S/952S/960S/962S型（2001年-2005年）

### 概要
2001年に軽トールワゴン（ムーヴ）と軽ハッチバックセダン（ミラ/ミラジーノ）の間を埋める車種として、既存のネイキッド同様、全高を抑え、機械式駐車場に対応したパッケージングとしたセミトールワゴンとして登場した。プラットフォームを含む主要コンポーネンツは2代目ムーヴ（L900系）とほぼ共通である。
軽自動車規格変更後から3年が経過し、新しい車種として高級、スポーティ路線を打ち出しており、サイバー4WDシステムや4気筒ターボエンジンによる高い運動性能、動きのあるダイナミックなデザインが特徴。AT車にはインパネ中央設置のゲート式セレクターが採用された。上級かつスポーティー路線で、パーソナルユースの若者がメインターゲットであった。

### メカニズム・機構
エンジンはすべて659ccのDOHCである。愛称はTOPAZ（トパーズ）。
JB-DET型エンジンはダイハツの名機とも言われ、ミラ、オプティ、ムーヴカスタム、コペン等に採用されていた
- EF-VE型　直列3気筒自然吸気　DVVT（可変バルブタイミング機構）付　43kW(58馬力）
- EF-DET型　直列3気筒ターボ　47kW（64馬力）
- JB-DET型　直列4気筒ターボ　47kW（64馬力）

トランスミッションは、5MT、ESAT（イーサット）と呼ばれる4AT、ecoCVTの3種類である。最上位グレード「RS」にはフロントLSDが装備されており、さらに4WD車にはサイバー4WDと呼ばれる電子制御4WDを採用している。一部のグレードを除いてステアリングのチルト・テレスコ機構が標準装備であった。

### デザイン
初期のデザイン案はイギリス人デザイナーが「草原を駈ける動物」をイメージして描いたものであった。全体的なフォルムはウエッジの効いたショートノーズ・ロングキャビンである。フロントガラスは2代目ムーヴより100mm前進しているが、Aピラーはムーヴよりも傾斜している。Cピラーは骨太感を強調した逆台形。フロントマスクには特徴的な縦長のヘッドライトと楕円形のフォグライトを採用。テールライトは横長。しばしばテールライトの形状がアルファロメオの模倣であると指摘されるが、デザイナー側はそれを否定している。
- 2001年（平成13年）
  - 10月10日 - 発表。
  - 11月1日 - 販売開始。EF-VE型自然吸気エンジン搭載の「L」・「Lリミテッド」・「X」・「Xリミテッド」、EF-DET型ターボエンジン搭載の「R」、JB-DET型ターボエンジン搭載の「RS」の6グレード体系。トランスミッションは4AT・5MT・CVTが用意されていた。4ATは全グレードの2WDと4WDに、CVT（フロアシフト）車は「L」と「Lリミテッド」の2WDと4WDに、5MT（フロアシフト）車は「L」・「Lリミテッド」の2WDと4WD及び「X」・「Xリミテッド」・「R」の4WD車に設定される。また、4AT車に関しては「L」・「Lリミテッド」はフロアシフト。「X」以上のグレードはインパネシフトとなる。

- 2002年（平成14年）
  - 5月20日 -「Lリミテッド」・「Xリミテッド」・「R」と入れ替えで装備を充実した「Li」・「Xi」・「Ri」、及び最上級グレードの「RSリミテッド」を新設。全ての追加グレードはインパネシフトの4ATが基本となるが、「Xi」「Ri」の4WD車には5MT（フロアシフト）も設定される。
  - 7月24日 - 特別仕様車「Lセレクション」・「Liセレクション」を発売。

Lセレクションは「L」をベースにスモークドガラスとカラードドアアウターハンドルを装備。AT車はさらにゲート式インパネセンターシフト&足踏式パーキングブレーキとセンターアームレスト付フロントベンチシートを追加で装備しながらもベース車よりも3万円値下げしたお買い得仕様。Liセレクションは「Li」をベースにエアロパーツ（フロントロアスカート、リヤロアスカート、サイドストーンガード）を追加した仕様である。

- 2003年（平成15年）
  - 5月7日 - 特別仕様車「Lスーパーセレクション」・「Liスーパーセレクション」を発売。

前年に発売された「Lセレクション」・「Liセレクション」をベースに装備内容の見直しを行い、フルホイールキャップ（「Lスーパーセレクション」）・アルミホイール（「Liスーパーセレクション」）及びシート表皮のデザインを変更し、価格を引き下げた。特に「Lスーパーセレクション」に関しては2WD・5MT車と2WD・4AT車で80万円台の価格設定となった。
  - 8月26日 - マイナーチェンジ。

外観をリファインし、「RS」はさらにディスチャージヘッドランプを標準装備。メーターをホワイトに変更したほか、明るめの内装色に変更した。
グレード体系もベーシックグレード「L」、上級グレード「Li」、EF-DET型ターボエンジン搭載スポーツグレード「Ri」、JB-DET型ターボエンジン搭載最上級スポーツグレード「RS」の4グレードに整理され、CVT車は廃止、5MT車も「L」のみに縮小された。

- 2004年（平成16年）
  - 4月 - 仕様変更。車両本体価格を消費税込の価格に改訂。
  - 6月 - 仕様変更。「L」と「Li」の2WD車が「平成17年基準排出ガス50%低減レベル（☆☆☆）」認定を取得。

- 2005年（平成17年） 
  - 11月[1] ｰ 生産終了。在庫対応分のみの販売となる。
  - 12月 - 在庫対応分がすべて完売し販売終了。これと同時に公式HPの掲載も終了。上級かつスポーティー志向の車種としては後継モデルはないが、2006年にソニカが登場した。なお、ダイハツ側はソニカがMAXの後継車であることを否定している。

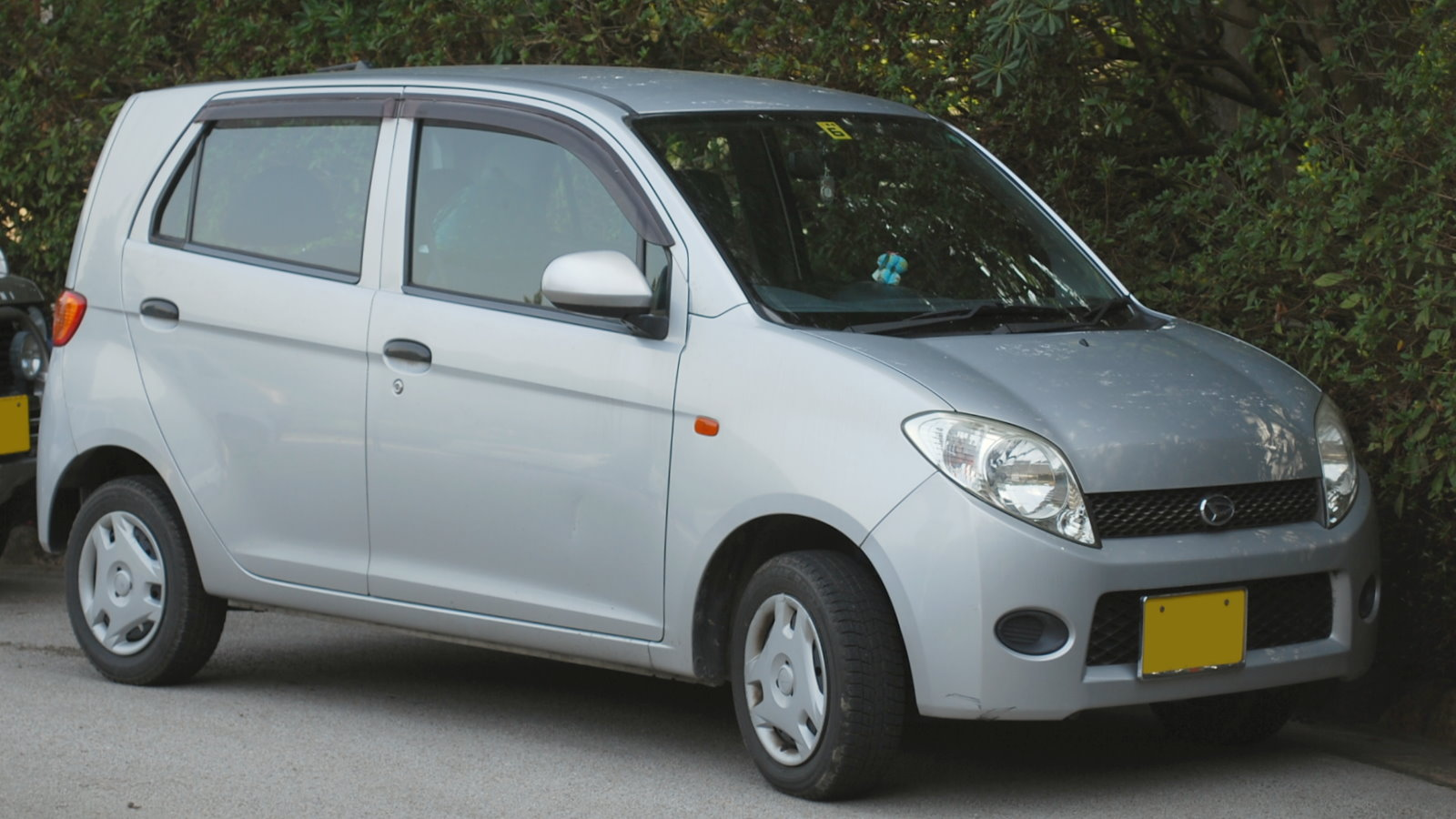
前期型（2001年11月 - 2003年8月）
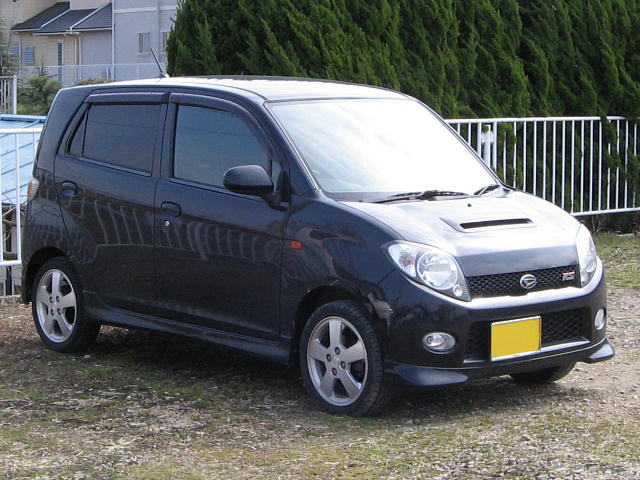
前期型RS

## 販売
登場時の月販目標は6,000台。
販売面においては成功したとはいえず、前述のとおり2005年12月に1代限りで販売を終了した。ミラとムーヴに挟まれた中途半端な位置づけや知名度の低さ、同時期に登場したスズキ・MRワゴン、三菱・eKより割高な値段設定が弱点となり、当初MAXと同じく割高であったホンダ・ザッツの大幅値下げにも押されていた。ただしこのクラスではekの後期モデル以外存在しなかったMTがMAXには搭載されていたため、下位グレード同士で比較すれば安価ではあった。

## CM
- Tommy february6「Can't take my eyes off of you」

## 車名の由来
- 新しさ、楽しさを最大限（MAX）つめこんだクルマ
- 1970年から1980年まで製造されていたフェローMAX/MAXクオーレの車名復活。
- なお、香港向けは「VMAX」の車名であった。